# 顎舌骨筋動脈
顎舌骨筋動脈（がくぜつこつきんどうみゃく）は、頭頸部の動脈の一つ。下歯槽動脈が下顎孔に入る際に出す枝で、顎舌骨筋神経溝を走行し、顎舌骨筋に栄養を供給する。
この記事にはパブリックドメインであるグレイ解剖学第20版（1918年）561ページ本文が含まれています。